# Nicolas Grunitzky
Nicolas Grunitzky (5. dubna 1913, Atakpamé, Togoland, dnešní Togo – 27. září 1969, Paříž, Francie) byl druhým prezidentem Toga.

## Život
Nicolas Grunitzky se narodil německému otci polského původu a tožské matce v předvečer 1. světové války, za které byl německý protektorát Togoland okupován spojenými anglo-francouzskými silami; roku 1919 se stal mandátním územím Společnosti národů, kde správa větší východní části byla svěřena Francii, zatímco západní části Velké Británii.
Nicolas Grunitzky získal ve Francii inženýrský diplom v oboru veřejné správy. Během svých studií začal zastávat jasně profrancouzské postoje a po návratu do vlasti pracoval pro koloniální správu. Brzy však své místo opustil, rozhodl se podnikat a současně byl aktivní v politice. Roku 1944 se stal generálním tajemníkem hnutí Combat (Boj), jehož cílem byla podpora užší spolupráce s Francií. Roku 1946 založil s přispěním koloniálních úřadů stranu Parti togolais du progrès (PTP – Tožská pokroková strana), za kterou byl roku 1951 zvolen delegátem do Tožského územního shromáždění.
Tožská politická scéna byla v období mezi 2. světovou válkou a získáním nezávislosti jasně rozdělená do dvou táborů. Proti Grunitzkému stál Sylvanus Olympio se svým Comité de l’union togolaise (CUT – Výbor tožské jednoty). Olympio se profiloval nacionalisticky, tedy protifrancouzsky. Shodou okolností byli tito nejvýznamnější představitelé tožské politiky švagry. Jejich strany se opakovaně utkávaly ve volbách, neměly však stejné podmínky. Koalice vedené Grunitzkého profrancouzskou PTP měly vždy zajištěnu podporu koloniálních úřadů a opakovaně vyhrávaly do značné míry zmanipulované volby. Francouzská část Togolandu se stala v roce 1956 autonomní republikou v rámci Francouzského společenství. Od 12. září 1956 do 16. května 1958 byl Grunitzky prvním ministerským předsedou Tožské autonomní republiky.
Volby roku 1958 však byly organizované pod dohledem OSN a byly mnohem spravedlivější než veškeré předchozí. Jasně vyhrála koalice vedená CUT a Grunitzky jen těsně uhájil vlastní poslanecký mandát.
27. dubna 1960 získalo Togo nezávislost a prvním prezidentem se stal Sylvanus Olympio. Grunitzky raději opustil zemi a usídlil se v dahomském Cotonou, v dnešním Beninu.
Olympiovu vládu i život ukončil vojenský převrat z ledna roku 1963 vedený seržantem Eyadémou. Grunitzky, který byl do příprav převratu zasvěcen, byl povolán z exilu, aby se 15. ledna stal výkonným prezidentem země. Jako řádný prezident byl oficiálně zvolen 5. května téhož roku. Během své vlády se neúspěšně snažil v zemi utlumit rozpory mezi severní a jižní částí, zavést ústavní vládu a systém více stran. Další, tentokrát nekrvavý Eyadémův převrat v lednu 1967 vedl k rozpuštění parlamentu a zrušení ústavy. Grunitzky byl nucen odejít do francouzského exilu, kde o dva roky později zemřel při automobilové nehodě.
| Prezident Toga               | Prezident Toga              | Prezident Toga               |
| ---------------------------- | --------------------------- | ---------------------------- |
| Předchůdce: Sylvanus Olympio | 1963–1967 Nicolas Grunitzky | Nástupce: Gnassingbé Eyadéma |